# 経団連会館
経団連会館（けいだんれんかいかん）は、東京都千代田区大手町に所在する超高層ビルである。日本経済団体連合会の本部などが入居する。現在の経団連会館は、大手町地区の再開発事業により2009年に完成した。

## (旧)経団連会館

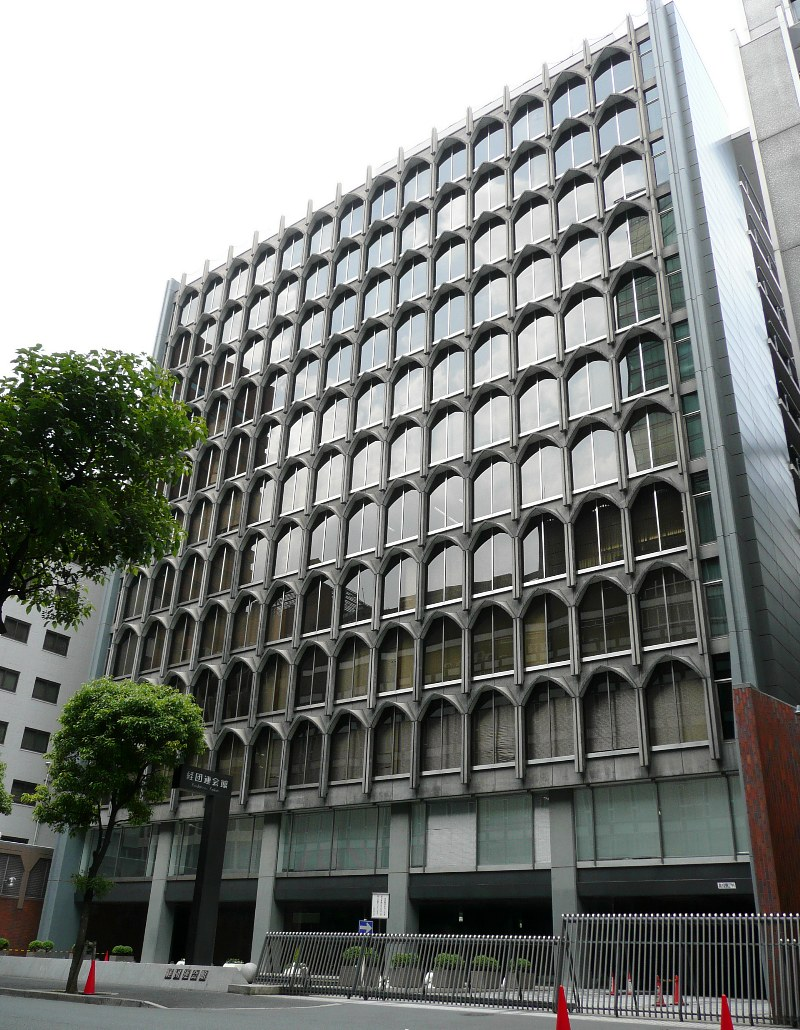
旧経団連会館（2007年5月）

1960年8月、経済団体連合会第2代会長の石坂泰三は「経団連会館」の建設を提唱。同年10月25日の第178回理事会で、会館の建設が正式決定した。建設地は千代田区大手町1-9-4北緯35度41分17.8秒 東経139度45分57.3秒の大蔵省印刷局跡の国有地が選定され、1963年2月に用地の払い下げが決定した。1964年6月20日に着工し、経団連の創立20周年に当たる1966年10月に竣工した。地下5階・地上18階、延床面積は約43,000m2という建築規模は当時としては大がかりで、耐震診断を必要としないほどの構造耐力が持たされた。建物前面には池と噴水が置かれ、敷地内で車を回せる空間が設けられた。アルミ製のアーチ状の庇は外観上の特徴となった。適切な維持管理が評価され、1997年にはロングライフビル推進協会よりBELCA賞を受賞している。(旧)経団連会館は、後述の連鎖式再開発事業のため隣接するJAビル、日本経済新聞東京本社ビルとともに2009年に解体され、跡地には西隣の区画の公庫ビル・新公庫ビル・日本政策投資銀行ビルの機能を統合した大手町フィナンシャルシティが2012年に完成した。

## 建替事業

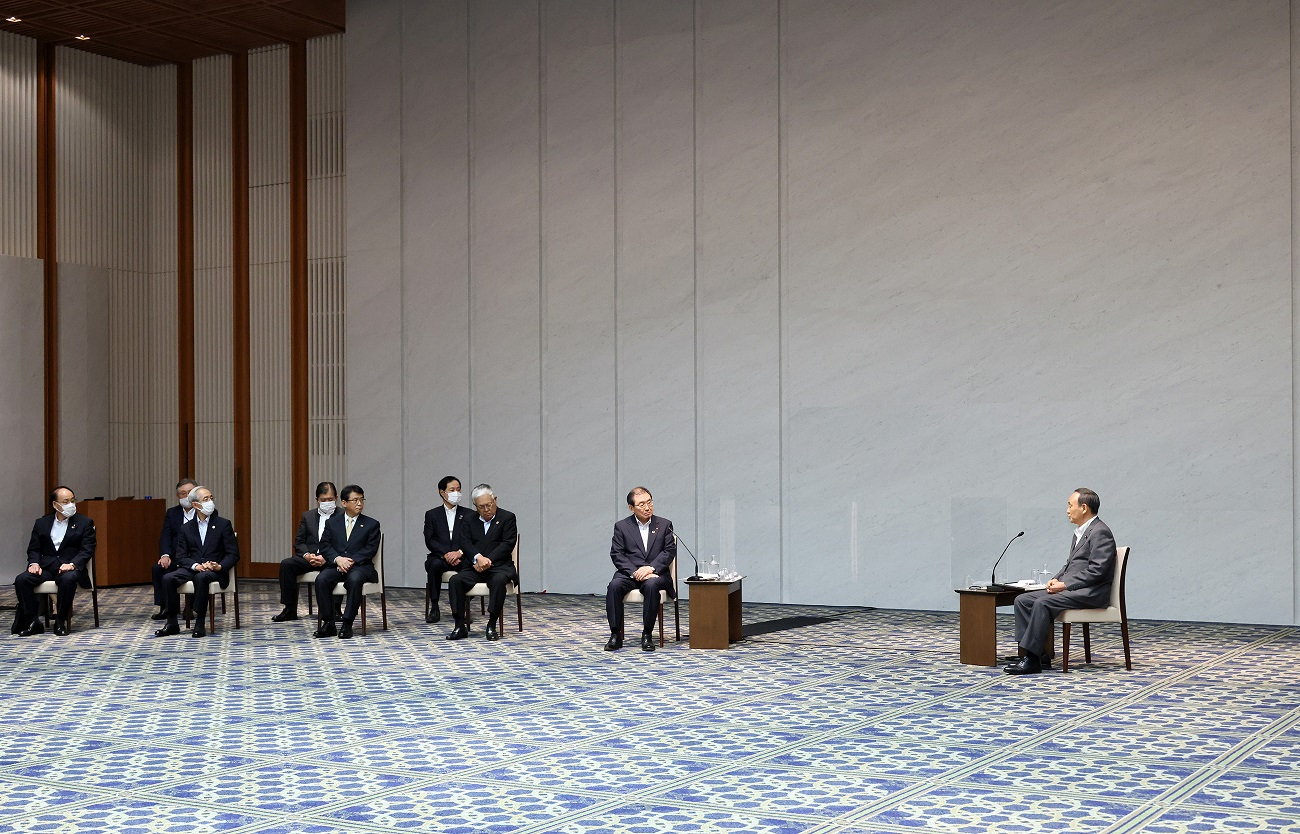
経団連会館を訪れた内閣総理大臣菅義偉（右端）（2021年8月18日）

2003年に、都市再生プロジェクトとして(旧)経団連会館の200mほど西にあった大手町合同庁舎1・2号館の立ち退きが決定し、国有地が払い下げられることになった。2005年5月の定時総会で、経団連はこの再開発計画への参画を決定。都市再生機構の施行による区画整理事業により、経団連会館と隣接するJAビル、日経新聞ビルを合同庁舎跡地に移転する再開発事業が行われることとなった。新たな経団連会館は2007年4月に着工、約2年の工期を経て2009年4月に竣工した。東から経団連会館、JAビル（高さ180m）、日本経済新聞社東京本社ビル（高さ150m）の3棟が並び、日比谷通りに面した経団連会館の高さを122mに抑えることで北側の圧迫感を軽減した。低層部および地下は「大手町カンファレンスセンター」として3棟を一体空間としており、経団連会館部分の2階から5階にかけては経団連ホールや国際会議場、大小会議室が設けられた。高層部外周はH型鋼とガラス繊維補強コンクリート板を組み合わせた細柱が外観の特徴となっている。これは室内空間から柱を排除するとともに、室内への直射日光の入りこみを抑える目的もある。JAビルとの間の低層部の屋上には、里山をモチーフにした庭園「スカイガーデン」が整備された。新たな経団連会館は、日本経済団体連合会が建物面積の約半分を使用するほか、三菱地所、NTT都市開発、東京建物、サンケイビルの4社が事業パートナーとしてテナントスペースの運営を行う。

## 主な入居団体等
- 日本経済団体連合会
- 住友林業本社[12]
- 電気事業連合会[13]